# Enclave Grens
De Enclave Grens is een tot de Antwerpse gemeente Baarle-Hertog behorende enclave.
Deze enclave is 14,5 ha groot en bevindt zich iets ten noorden van de Belgisch-Nederlandse grens. De Spoorlijn Tilburg - Turnhout (Bels lijntje) liep door de enclave. In 1906 werd hier het hoofdgrensstation gevestigd, waartoe in 1904 een aantal woningen voor spoorweg- en douanepersoneel werden gebouwd. In 1934 werd het reizigersverkeer op deze lijn stopgezet. In de jaren '60 van de 20e eeuw werden alle stationsgebouwen en aanverwante inrichtingen gesloopt.
De enclave werd pas in 1959 erkend als Belgisch grondgebied.